# Hemmanahalli, Krishnarajpet
Hemmanahalli là một làng thuộc tehsil Krishnarajpet, huyện Mandya, bang Karnataka, Ấn Độ.